# Classe Andrómeda
A Classe Andrómeda é um modelo de lancha hidrográfica ao serviço da Marinha Portuguesa.
Os navios da classe foram projectados e construídos pelo Arsenal do Alfeite, entrando ao serviço em 1987. Destinam-se à realização de investigações hidrográficas e oceanográficas em estuários e águas costeiras.
Em caso de necessidade, os navios da Classe Andrómeda podem ser utilizadas como navios de guerra de minas.

## Unidades
| Número de Amura | Nome          | Comissão | Estado     |
| --------------- | ------------- | -------- | ---------- |
| A5203           | NRP Andrómeda | 1987     | Em serviço |
| A5205           | NRP Auriga    | 1987     | Em serviço |